# Mustafa I
Mustafa I (Arabisch: مصطفى الأول) (Manisa, 1592 - Istanboel, 20 januari 1639) was sultan van het Ottomaanse rijk van 1617 tot 1618 en van 1622 tot 1623.
Mustafa was een broer van Ahmed I. Ahmed brak met de traditie om zijn broers om te brengen bij zijn aantreden als sultan in 1603, uit vrees voor revolutie. Mustafa zou geestelijk gestoord of achterlijk zijn geweest en was als sultan slechts een speelbal van familieleden en hovelingen. Tijdens de regeerperiode van zijn broer zat hij veertien jaar lang opgesloten in de kafes (kooi), een soort luxe gevangenis voor prinsen binnen het Topkapi-paleis. De kafes was ontworpen om te voorkomen dat een prins een opstand kon organiseren. Toen Ahmed aan de tyfus stierf, kwam zijn broer op de troon. Mustafa zou een vriendelijke, hulpvaardige en religieuze aard hebben gehad, maar was voor heerser van een groot rijk niet in de wieg gelegd.
Nog geen jaar later, in 1618, werd hij afgezet bij een paleisrevolutie ten gunste van zijn jonge neef Osman II, en teruggebracht naar de kafes, waar hij slechts vergezeld was van twee slavinnen. Nadat Osman, een koppige sultan, vermoord werd door de Janitsaren, de keizerlijke lijfwacht die zeer veel macht uitoefende, werd Mustafa weer op de troon gezet. Hij stribbelde aanvankelijk tegen en kon ook niet geloven dat zijn neef vermoord was. Hij zou 's nachts in het paleis rondgezworven hebben, wanhopig op zoek naar zijn neef omdat hij geloofde dat diens ziel nog in het paleis was. Mustafa verlangde terug naar zijn oude positie, zonder verantwoordelijkheden. Na een jaar werd hij weer afgezet omdat hij in het geheel niet kon regeren. Hij werd opgevolgd door Osmans broer, Murat IV. Mustafa I stierf zestien jaar later.